# Menselijk kapitaal
Menselijk kapitaal is de voorraad van competenties, kennis, sociale en persoonlijke vaardigheden, waaronder ook creativiteit, die wordt belichaamd in de mogelijkheid voor de mens om in een economie arbeid te verrichten, opdat er economische waarde kan worden geproduceerd. Het is een geaggregeerde economische visie op het handelen van de mens binnen de economie, een poging om de sociale, biologische, culturele en psychologische complexiteit te vatten zoals deze bij het tot stand komen van economische transacties in wisselwerking staan. 
Veel theorieën relateren investeringen in de ontwikkeling van menselijk kapitaal expliciet met het onderwijs. De rol van menselijk kapitaal in de economische ontwikkeling, de productiviteitsgroei en innovatie wordt vaak aangehaald als een rechtvaardiging voor overheidssubsidies op het onderwijs en vaardigheidstrainingen om werklozen voor de arbeidsmarkt te trainen.
Volgens Michel Foucault is het concept van menselijk kapitaal de neoliberale oplossing voor een probleem op dat de klassieke economie plaagde, namelijk het verschil tussen abstracte en concrete arbeid. Het concept vervangt de notie van abstracte (vervangbare/verhandelbare) arbeid door een subjectivistische voorstelling van het arbeidsproces: de werker wordt voorgesteld als een 'ondernemer van het zelf,' die in zichzelf 'investeert' door al zijn sociale handelen en zo de logica van de markt internaliseert.

## Voetnoten
1. ↑  Michael Simkovic, Risk Based Student Loans (2012)
2. ↑  Thomas Lemke, "The Birth of Bio-Politics" – Michel Foucault’s Lecture at the Collège de France on Neo-Liberal Governmentality. Economy & Society 30(2) (2001). Gearchiveerd op 20 januari 2022.